# Kerry-Ann Richards
Kerry-Ann Richards (* 22. April 1976) ist eine ehemalige jamaikanische Sprinterin, die sich auf den 100-Meter-Lauf spezialisiert hatte.
1993 gewann sie bei den Leichtathletik-Zentralamerika- und Karibikmeisterschaften Bronze über 100 m. Bei den Panamerikanischen Spielen 1995 in Mar del Plata wurde sie über dieselbe Distanz Achte.
1999 siegte sie bei den Panamerikanischen Spielen in Winnipeg mit der jamaikanischen Mannschaft in der 4-mal-100-Meter-Staffel.
Ihre persönliche Bestzeit von 11,39 s stellte sie am 19. Mai 1996 in State College auf.